# Jularp och Perstorp
Jularp och Perstorp bebyggelse  i Höörs kommun i Skåne län som omfattar bebyggelse i de två grannbyarna Jularp och Perstorp i Höörs socken. Bebyggelsen var före 2015 en av SCB avgränsad och namnsatt småort, för att därefter räknas som en del av tätorten Sjunnerup.